# HD 141724
HD 141724，又名CD-50 9939，SAO 243078、HR 5890，是一颗恒星，视星等为6.6，位于銀經329.8，銀緯2.54，其B1900.0坐标为赤經15h 45m 27.7s，赤緯-50° 2.54′ 53″。